# Viking Line

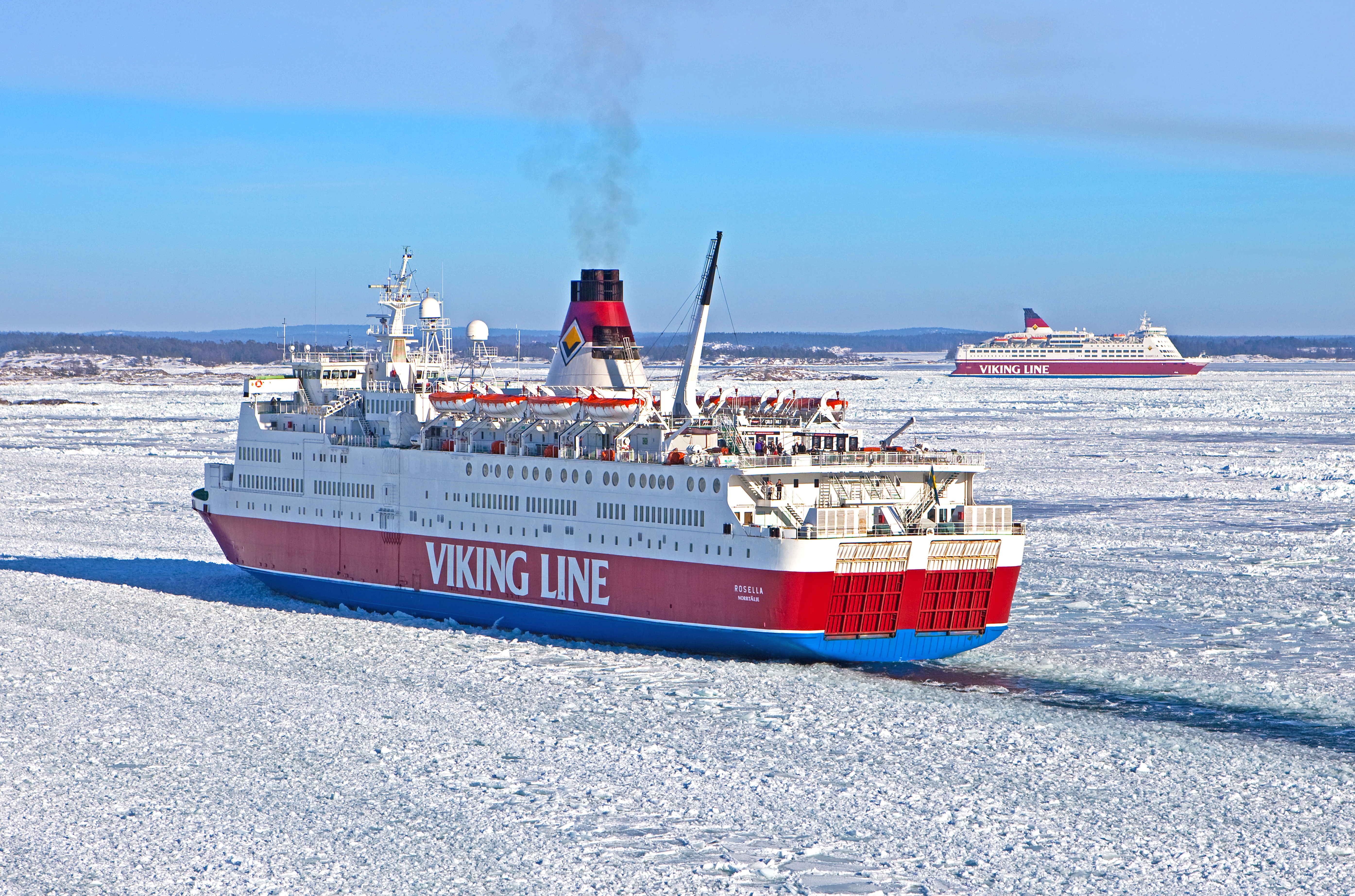
M/S Rosella och M/S Isabella i Stockholms skärgård vintern 2011.

Rederi AB Slites pir, Björkö-Arholma.

Viking Line Abp är en åländsk rederikoncern med trafik på Östersjön. Viking Lines huvudkontor finns i Mariehamn. Det svenska kontoret finns i Danvik Center, som ligger i Danviken i Nacka. I Stockholm går färjorna från Stadsgårdshamnen, i Helsingfors från Skatudden och i Tallinn från Reisisadam.
2006–2007 transporterade Viking Line cirka 5,7 miljoner passagerare och 91 300 fraktenheter. Samma verksamhetsår uppgick omsättningen till 436 miljoner euro och antalet anställda till cirka 2 900. Marknadsandelarna på linjen Åbo–Stockholm var 52,1 procent, Helsingfors–Stockholm 46,6 procent och Helsingfors–Tallinn 19,1 procent.

## Historik
Viking Lines historia började 1959 då Rederi Ab Vikinglinjen, ett dotterbolag till det åländska Rederi Ab Sally, började trafikera Sverige–Finland (Gräddö – Mariehamn – Galtby, Korpo) med bilfärjan S/S Viking, ett ångfartyg som tidigare gick under namnet S/S Dinard och hade köpts i Storbritannien. Samtidigt hade det gotländska rederiet Rederi AB Slite börjat trafikera Sverige–Åland. Ett par år senare tillkom ännu en konkurrent, Rederi Ab Ålandsfärjan, som bildats av en utbrytargrupp från Rederi Ab Vikinglinjen. De tre rederierna insåg att konkurrensen skulle bli förödande för alla parter och 1966 bildade de det gemensamma marknadsföringsbolaget Viking Line. I samband med detta bytte Rederi Ab Vikinglinjen namn till Rederi Ab Solstad medan fartygen för alla tre rederierna målades röda.
Rederi Ab Ålandsfärjan bytte namn till SF Line 1970 och Rederi Ab Solstad slogs ihop med moderbolaget Rederi Ab Sally 1977. Efter att Rederi Ab Sally blivit uppköpt av ägarbolagen till Silja Line 1987 uteslöts det rederiet ur Viking Line. 1993 gick Rederi AB Slite i konkurs på grund av likviditetskris i samband med deras nybygge M/S Europa, vilket lämnade SF Line som ensamägare av Viking Line. SF Line bytte 1995 namn till Viking Line och är sedan samma år noterat på börsen i Helsingfors. Det fullständiga bolagsnamnet är Viking Line Abp.

## Rutter

### Fartyg på rutter
| Rutt                            | Rutt fartyg |
| ------------------------------- | --- |
| Korpo–Mariehamn–Gräddö          | S/S Viking (1959) |
| Mariehamn–Simpnäs               | M/S Slite (1959–1963), M/S Boge (1961–1963), M/S Apollo (1) (1964) |
| Korpo–Mariehamn–Kapellskär      | S/S Viking (1960–1961) |
| Pargas–Mariehamn–Kapellskär     | S/S Viking (1962–1967), M/S Apollo (1) (1964–1967), M/S Kapella (1967) |
| Mariehamn–Gräddö                | S/S Ålandsfärjan (1963) |
| Mariehamn–Kapellskär            | S/S Ålandsfärjan (1964–1972), S/S Drotten (1964–1965), M/S Viking 2 (1969–1977), M/S Marella (1980), M/S Ålandsfärjan (1987–2008), M/S Rosella (2008–2023) |
| Mariehamn–Stockholm             | S/S Drotten (1964–1965), M/S Apollo (1975–1976), M/S Apollo III (1976–1989), M/S Athena (1989–1993), M/S Rosella (1997–2003), M/S Viking Cinderella (2003–2024), M/S Birka Gotland (2024–) |
| Nådendal–Mariehamn–Kapellskär   | S/S Viking (1967–1970), M/S Kapella (1968–1979), M/S Viking 2 (1968), M/S Apollo (1970–1974), M/S Viking 1 (1970–1982), M/S Marella (1970–1973, 1979–1980), M/S Viking 3 (1972–1979), M/S Diana (1972–1979), M/S Aurella (1973–1981), M/S Viking 4 (1979–1980), M/S Viking 5 (1980–1981), M/S Turella (1980–1988), M/S Rosella (1980–1981, 1988–1993, 1995, 1996), M/S Diana II (1981–1992) |
| Åbo–Mariehamn–Stockholm         | M/S Marella (1973–1979), M/S Viking 4 (1973–1979), M/S Turella (1979–1980), M/S Diana II (1979–1981), M/S Rosella (1981–1988), 1994–1997), M/S Viking Sally (1980–1990), M/S Amorella (1988–1999), M/S Kalypso (1990–1993), M/S Isabella (1997–1999) |
| Helsingfors–Stockholm           | M/S Viking 5 (1974–1980), M/S Viking 6 (1974–1980), M/S Viking Saga (1980–1986), M/S Viking Song (1980–1985), M/S Mariella (1985–1999), M/S Olympia (1986–1993), M/S Cinderella (1989–1994), M/S Isabella (1994–1997), M/S Gabriella (1997–1999) |
| Nådendal–Stockholm              | M/S Isabella (1989–1990, 1991) |
| Helsingfors–Muuga               | M/S Isabella (1995–1996), M/S Cinderella (1995–1999) |
| Åbo–Mariehamn/Långnäs–Stockholm | M/S Amorella (1999–2022), M/S Isabella (1999–2013), M/S Viking Grace (2013–), M/S Viking Glory (2022–) |
| Helsingfors–Mariehamn–Stockholm | M/S Mariella (1999–2021), M/S Gabriella (1999–), M/S Amorella (2022), M/S Viking Cinderella (2024–) |
| Helsingfors–Tallinn             | M/S Cinderella (2000–2003), M/S Rosella (2003–2008), M/S Viking XPRS (2008–), HSC Viking FSTR (2017) |

## Fartyg

### Nuvarande flotta
| Fartyg                | Typ              | Byggt | I tjänst | Dödvikt   | Passagerare | Nuvarande rutt                      | Anmärkning                                           | Flagga  | Bild |
| --------------------- | ---------------- | ----- | -------- | --------- | ----------- | ----------------------------------- | ---------------------------------------------------- | ------- | ---- |
| M/S Viking Cinderella | Kryssningsfärja  | 1989  | 1989–    | 46 398 GT | 2 560       | Helsingfors – Mariehamn – Stockholm |                                                      | Finland |      |
| M/S Gabriella         | Kryssningsfärja  | 1992  | 1997–    | 35 492 GT | 2 420       | Helsingfors – Mariehamn – Stockholm | F.d. Frans Suell och Silja Scandinavia. Inköpt 1997. | Finland |      |
| M/S Viking XPRS       | Kryssningsfärja  | 2008  | 2008–    | 35 918 GT | 2 500       | Helsingfors – Tallinn               |                                                      | Finland |      |
| M/S Viking Grace      | Kryssningsfärja  | 2013  | 2013–    | 57 565 GT | 2 800       | Åbo – Mariehamn/Långnäs – Stockholm |                                                      | Finland |      |
| M/S Viking Glory      | Kryssningsfärja  | 2021  | 2022–    | 65 211 GT | 2 800       | Åbo – Mariehamn/Långnäs – Stockholm |                                                      | Finland |      |
| M/S Birka Gotland     | Kryssningsfartyg | 2004  | 2024–    | 34 924 GT | 1 800       | Stockholm – Mariehamn – Visby       |                                                      | Sverige |      |

### Tidigare fartyg
Fartyg som ägts av samverkande rederier (Rederi AB Vikinglinjen, Rederi AB Solstad, Ålandsfärjan AB, SF Line AB, Viking Line AB/Viking Line Abp, Rederi AB Slite samt fartyg från Rederi AB Sally som seglat för Viking Line).
Fartyg som fortfarande är i trafik är markerade med grönt.
| Fartyg           | Byggt | Varv                             | I tjänst  | Anmärkning                                                                                  |
| ---------------- | ----- | -------------------------------- | --------- | ------------------------------------------------------------------------------------------- |
| S/S Viking       | 1924  | Dumbarton                        | 1959–1970 | Tidigare Dinard. Upphuggen i Helsingfors 1973.                                              |
| M/S Slite        | 1955  | Sölvesborg                       | 1959–1963 | Byggd som fraktfartyg, ombyggd 1959. Såld till Skärhamn 1964. Upphuggen i Indien 2006.      |
| M/S Boge         | 1956  | Sölvesborg                       | 1961–1963 | Byggd som fraktfartyg, ombyggd 1961. Såld till Göteborg 1963. Kapsejsade i Costa Rica 1981. |
| M/S Linden       | 1951  | Greenock                         | 1963–1966 | Såld till Mariehamn 1966. Upphuggen i Storbritannien 1974.                                  |
| S/S Ålandsfärjan | 1933  | Dumbarton                        | 1963–1972 | Tidigare Brittany. Upphuggen i Finland efter grundstötning 1972.                            |
| M/S Thor Viking  | 1944  | Sandefjord                       | 1963–1967 | Tidigare Castleville. Såld till Filippinerna 1967. Upphuggen i Taiwan 1974.                 |
| S/S Drotten      | 1924  | Oskarshamn                       | 1964–1966 | Använd som caféfartyg. Upphuggen i Finland 1979.                                            |
| M/S Apollo       | 1964  | Sölvesborg                       | 1964–1967 | Såld till Kanada 1967. Upphuggen i Indien 1999.                                             |
| M/S Kapella      | 1967  | Kraljevica                       | 1967–1979 | Såld till Grekland 1979. Upphuggen i Indien 2006.                                           |
| M/S Viking 2     | 1940  | Aalborg                          | 1968–1978 | Tidigare Varberg. Upphuggen i Finland efter brand 1978.                                     |
| M/S Apollo       | 1970  | Meyer-Werft, Papenburg, Tyskland | 1970–1974 | Såld till Olau Line 1976. Upphuggen 2021.                                                   |
| M/S Viking 1     | 1970  | Meyer, Papenburg                 | 1970–1983 | Omdöpt till Wasa Express 1983. Såld till Panama 1985. Upphuggen i Egypten 2002.             |
| M/S Marella      | 1970  | Kraljevica                       | 1970–1981 | Såld till Grekland 1981. Upphuggen i Turkiet 2004.                                          |
| M/S Viking 3     | 1972  | Meyer, Papenburg                 | 1972–1976 | Såld till Vasa-Umeå 1976, därefter Eckerölinjen. Strandad i Aliaga 2022.                    |
| M/S Diana        | 1972  | Meyer, Papenburg                 | 1972–1979 | Såld till Vasa-Umeå 1976, därefter Eckerö Line. Strandad i Alang 2021.                      |
| M/S Viking 4     | 1973  | Meyer, Papenburg                 | 1973–1980 | Såld till Storbritannien 1980. Upphuggen i Grekland 2005.                                   |
| M/S Aurella      | 1973  | Hamburg                          | 1973–1982 | Upphuggen i Indien 2024.                                                                    |
| M/S Viking 5     | 1974  | Meyer, Papenburg                 | 1974–1981 | Överförd till dotterbolag 1981. Upphuggen i Turkiet 2015.                                   |
| M/S Viking 6     | 1967  | Framnaes, Norge                  | 1974–1980 | Tidigare Wickersham. Uthyrd efter 1980, såld till Italien 1987. Upphuggen i Turkiet 2001.   |
| M/S Apollo III   | 1962  | Finnboda Varv                    | 1976–1989 | Tidigare Svea Jarl. Såld till Bangkok 1989. Upphuggen i Indien 2010.                        |
| M/S Turella      | 1979  | Wärtsilä                         | 1979–1988 | Såld till Stena Line 1988. Nu Rigel III i Grekland.                                         |
| M/S Diana II     | 1979  | Meyer, Papenburg                 | 1979–1992 | Såld till Estline 1994. Ombyggd 2008. Skrotad i Alang 2021.                                 |
| M/S Viking Sally | 1980  | Meyer, Papenburg                 | 1980–1990 | Omdöpt till Silja Star 1990. Sjönk som Estonia 1994.                                        |
| M/S Viking Saga  | 1980  | Wärtsilä                         | 1980–1986 | Omdöpt till Sally Albatross 1986, ombyggd 1990. Nu Celestyal Crystal i Grekland.            |
| M/S Viking Song  | 1980  | Wärtsilä                         | 1980–1985 | Såld till Oslo 1985, därefter Tallink och Balearia (Italien).                               |
| M/S Olympia      | 1986  | Wärtsilä                         | 1986–1993 | Såld till Irland 1993. Nu Moby Orli (2022).                                                 |
| M/S Athena       | 1989  | Wärtsilä                         | 1989–1993 | Såld till Malaysia 1993. DFDS från 2001.                                                    |
| M/S Kalypso      | 1990  | Wärtsilä                         | 1990–1994 | Såld till Malaysia 1993. Skrotad i Alang 2022.                                              |
| M/S Ålandsfärjan | 1972  | Helsingør                        | 1987–2008 | Tidigare NF Tiger. Såld till G.A.P. Shipping 2008, nu Expedition.                           |
| M/S Isabella     | 1989  | Split                            | 1989–2013 | Såld till Tallink 2013. Byggdes om till hotellfartyg 2023.                                  |
| M/S Mariella     | 1985  | Wärtsilä                         | 1985–2021 | Såld till Corsica Ferries 2021 (Mega Regina).                                               |
| M/S Amorella     | 1988  | Split                            | 1988–2022 | Såld till Corsica Ferries 2022 (Mega Victoria).                                             |
| M/S Rosella      | 1980  | Wärtsilä                         | 1980–2023 | Såld till Aegean Sea Lines 2023 (Anemos).                                                   |

### Beställt men aldrig levererat
| Fartyg            | Byggt          | Beställt av            | Planerad rutt                                           | Anmärkning                                                           |
| ----------------- | -------------- | ---------------------- | ------------------------------------------------------- | -------------------------------------------------------------------- |
| M/S Europa        | 1993           | Rederi AB Slite        | Helsingfors – Stockholm                                 | Numera i trafik för Tallink som M/S Silja Europa.                    |
| M/S Viking ADCC   | 2009 (projekt) | Viking Line            | Mariehamn – Kapellskär                                  | Numera i trafik i Kanada som M/S Madeleine II.                       |
| M/S Hansa Express | 1962           | Rederi AB Vikinglinjen | Pargas – Mariehamn – Kapellskär, Mariehamn – Kapellskär | Beställd men ej levererad. Anlände 2003 till Indien för upphuggning. |

### Chartrade fartyg
- M/S Visby (1965, 1967–1970)
- M/S Stena Baltica (1967)
- M/S Travemünde (1968)
- M/S Neckartal (1971)
- M/S Mignon (1972)
- M/S Travetal (1977)
- M/S Dana Gloria (1978, 1979)
- M/S Viking 2 (1978)
- M/S Mikkel Mols (1979)
- M/S Drotten (1982)
- M/S Buenavista (1982)
- M/S Dana Corona (1983)
- M/S Fuldatal (1983, 1984)
- M/S Teistin (1984, 1985)
- M/S Arona (1985)

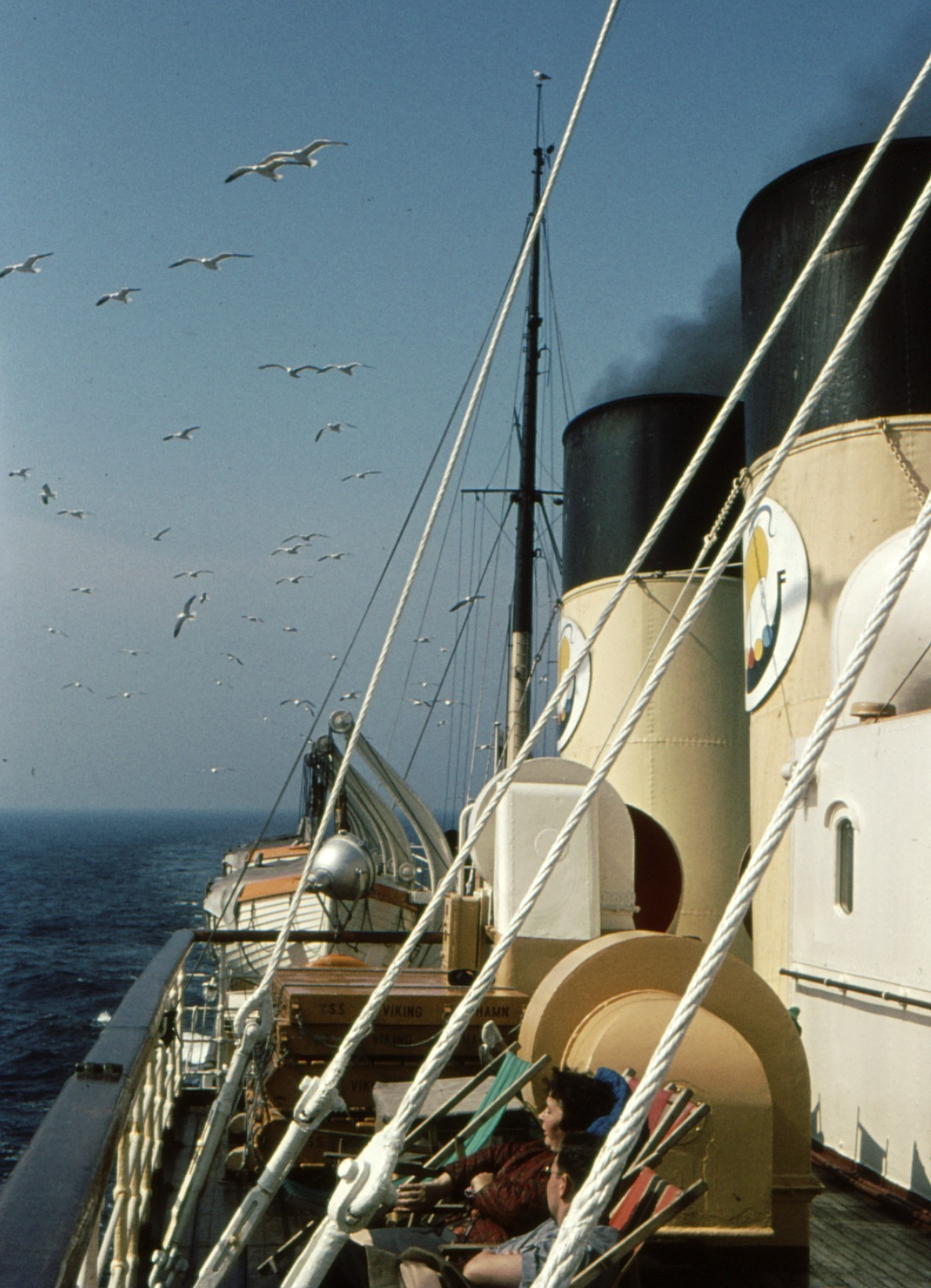
S/S Viking på Ålands hav, 1963.

- M/S Gunilla (1986, 1987, 1988, 1990)
- M/S Roslagen (1989)
- M/S Jupiter (1994)
- M/S Viking Express II (1995, 1996)
- M/S Viking Express III (1996)

### Tidigare fartyg (urval)

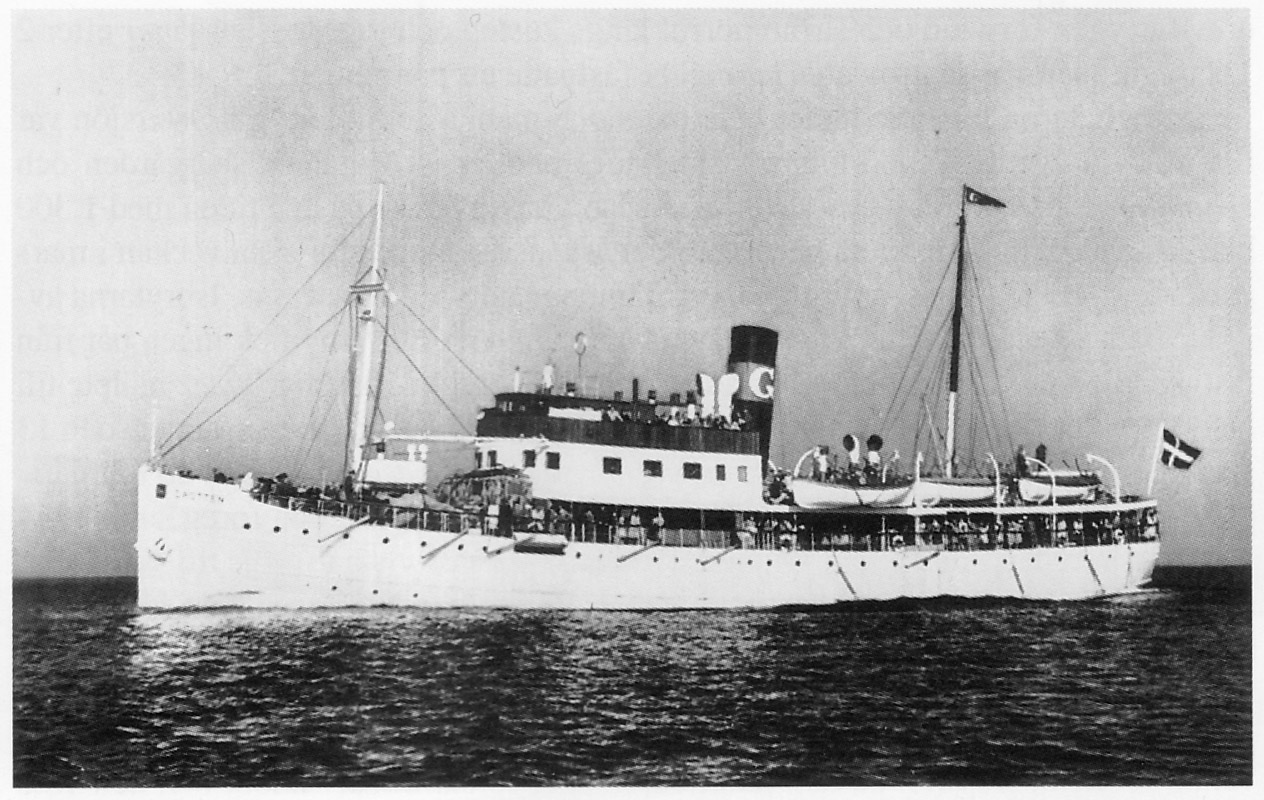
S/S Drotten, såldes 1964 till Vikinglinjen.
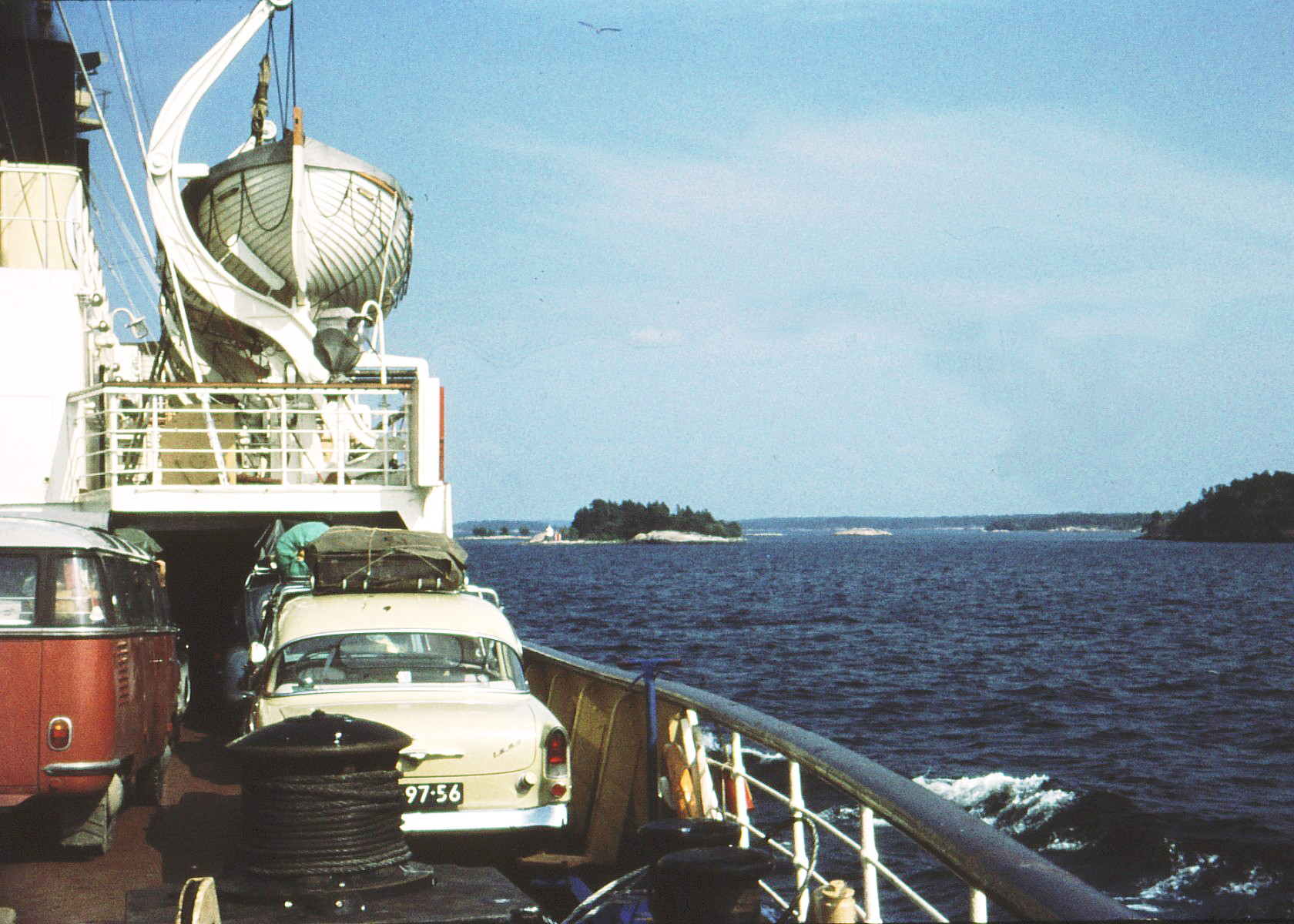
S/S Viking på Ålands hav, 1963.
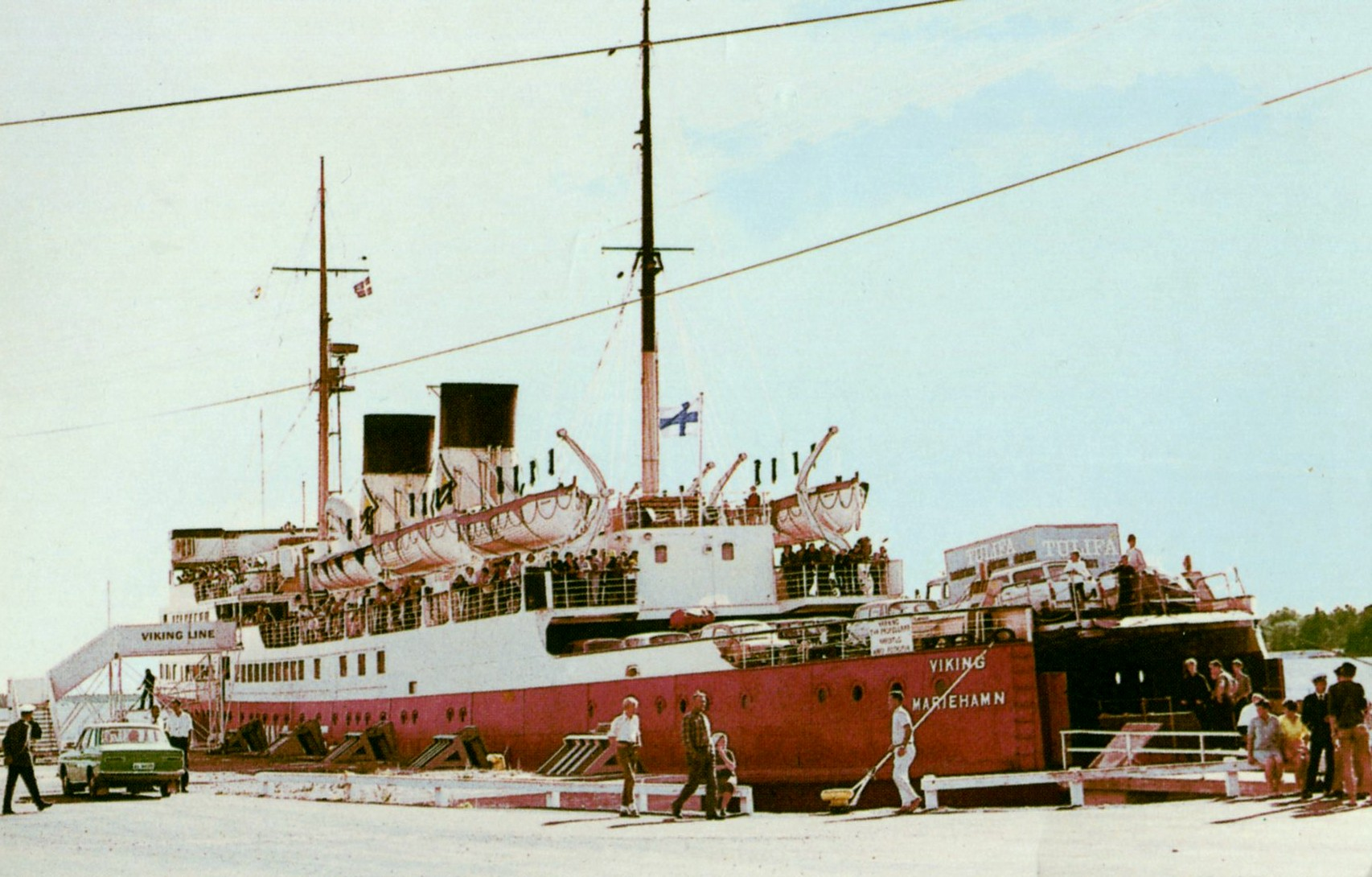
S/S Viking i röd målning, slutet 1960-tal.
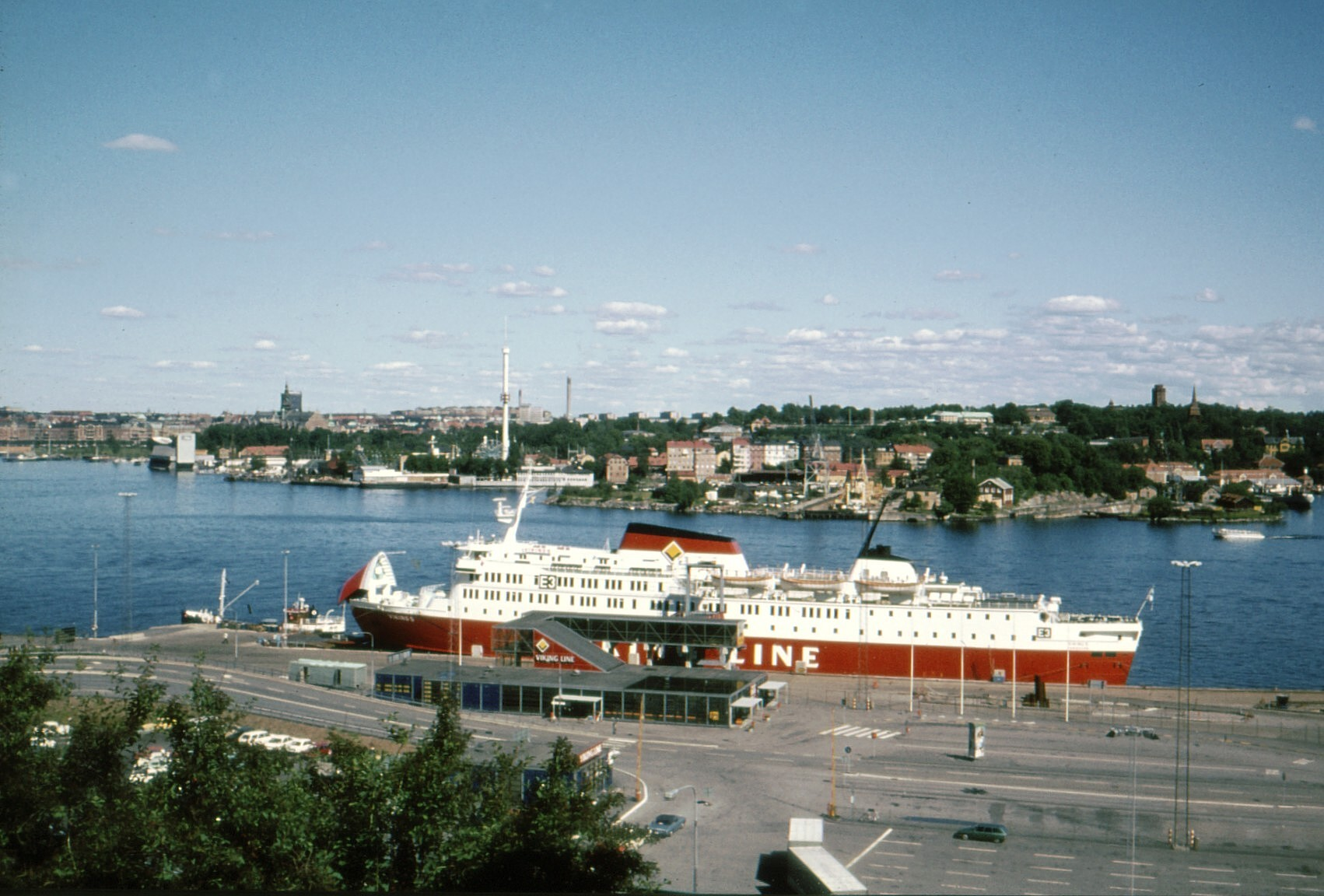
M/S Viking 5 i Stockholm, 1974.
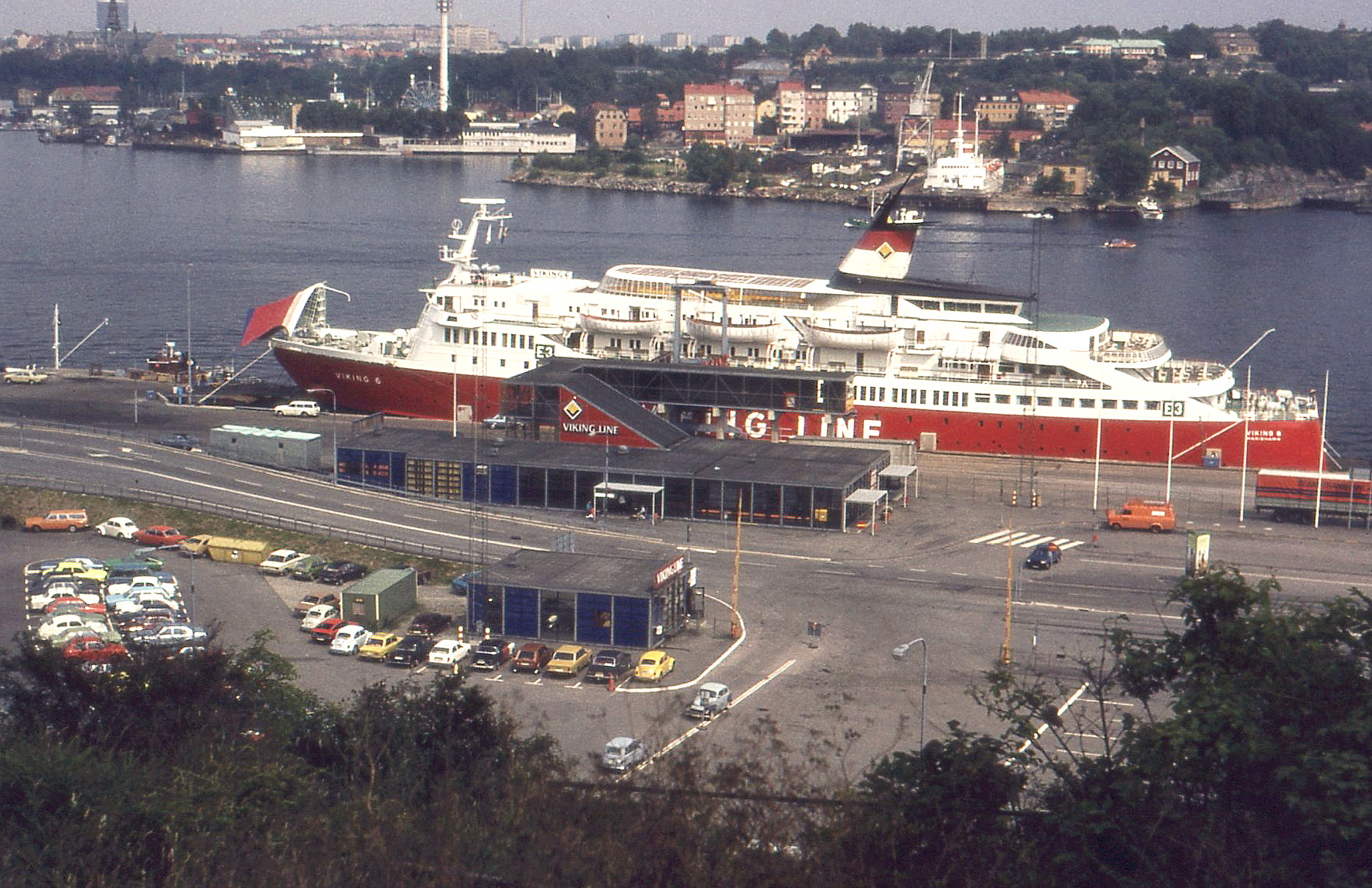
M/S Viking 6 i Stockholm, 1978.
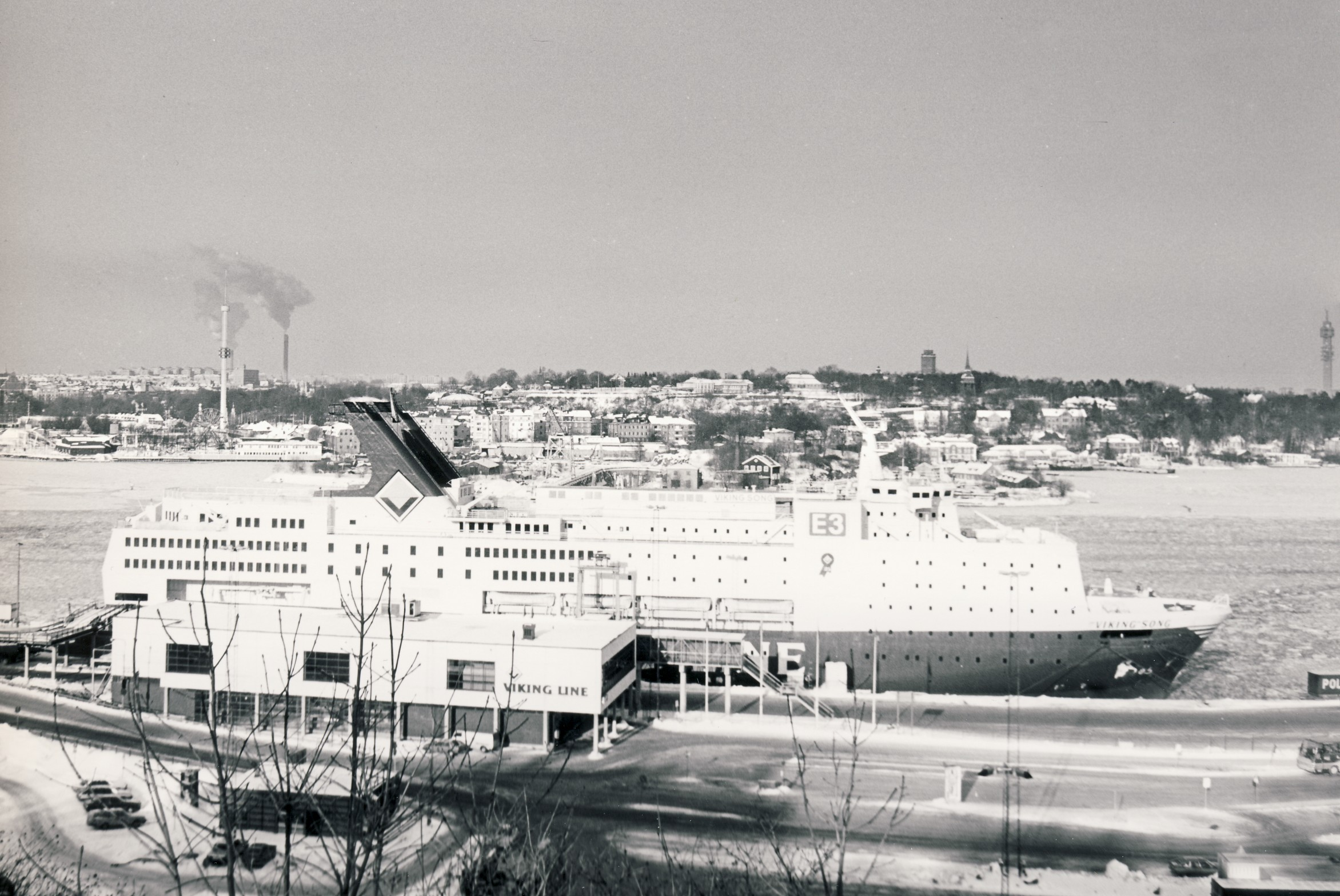
M/S Viking Song i Stockholm, 1984.
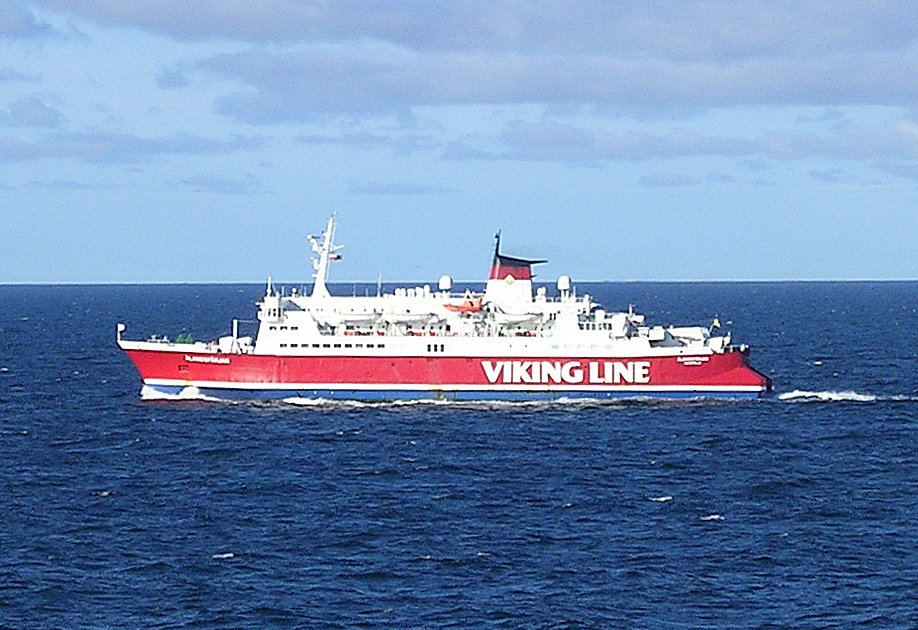
M/S Ålandsfärjan.
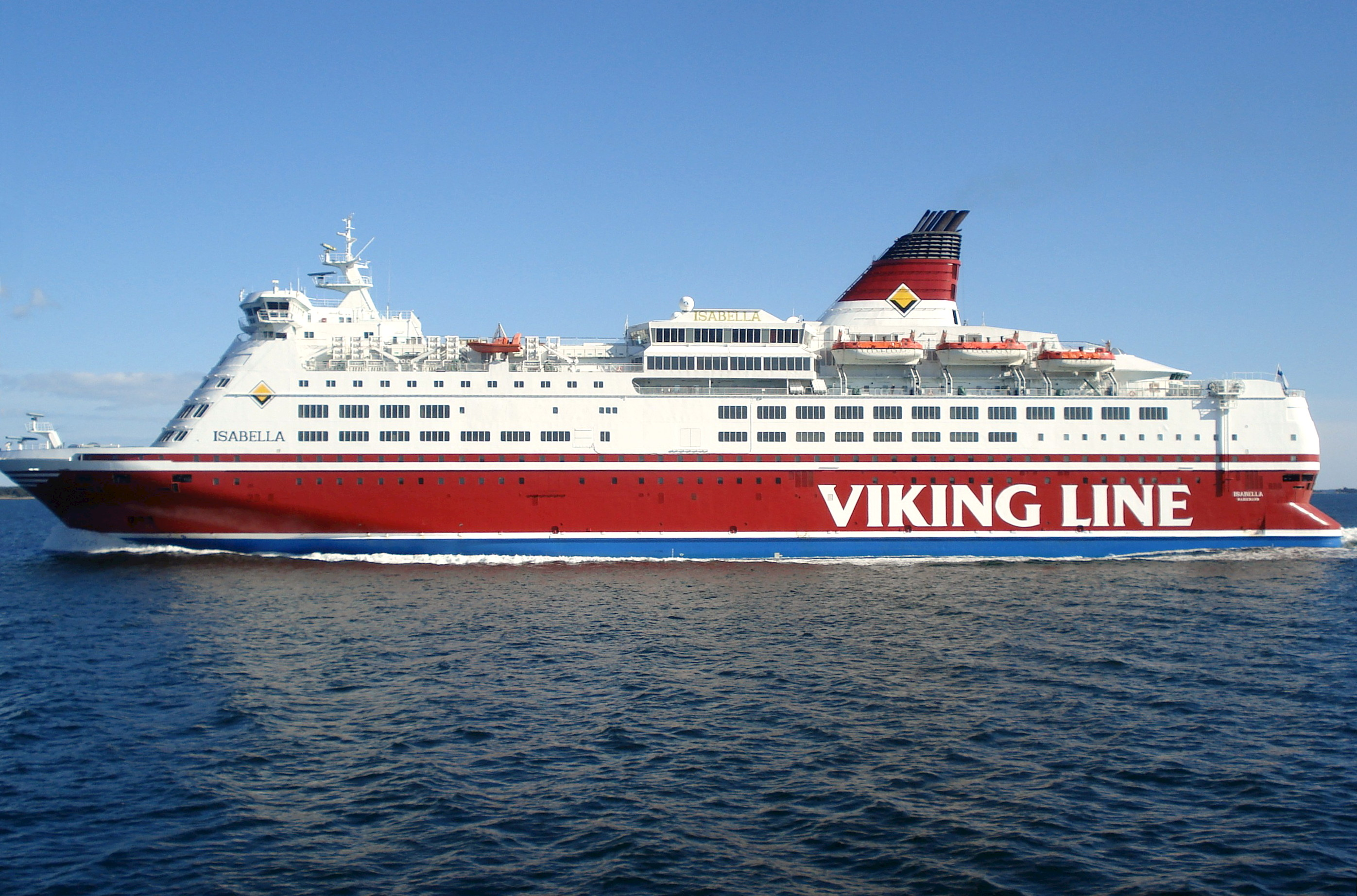
M/S Isabella, såld till Tallink 2013.
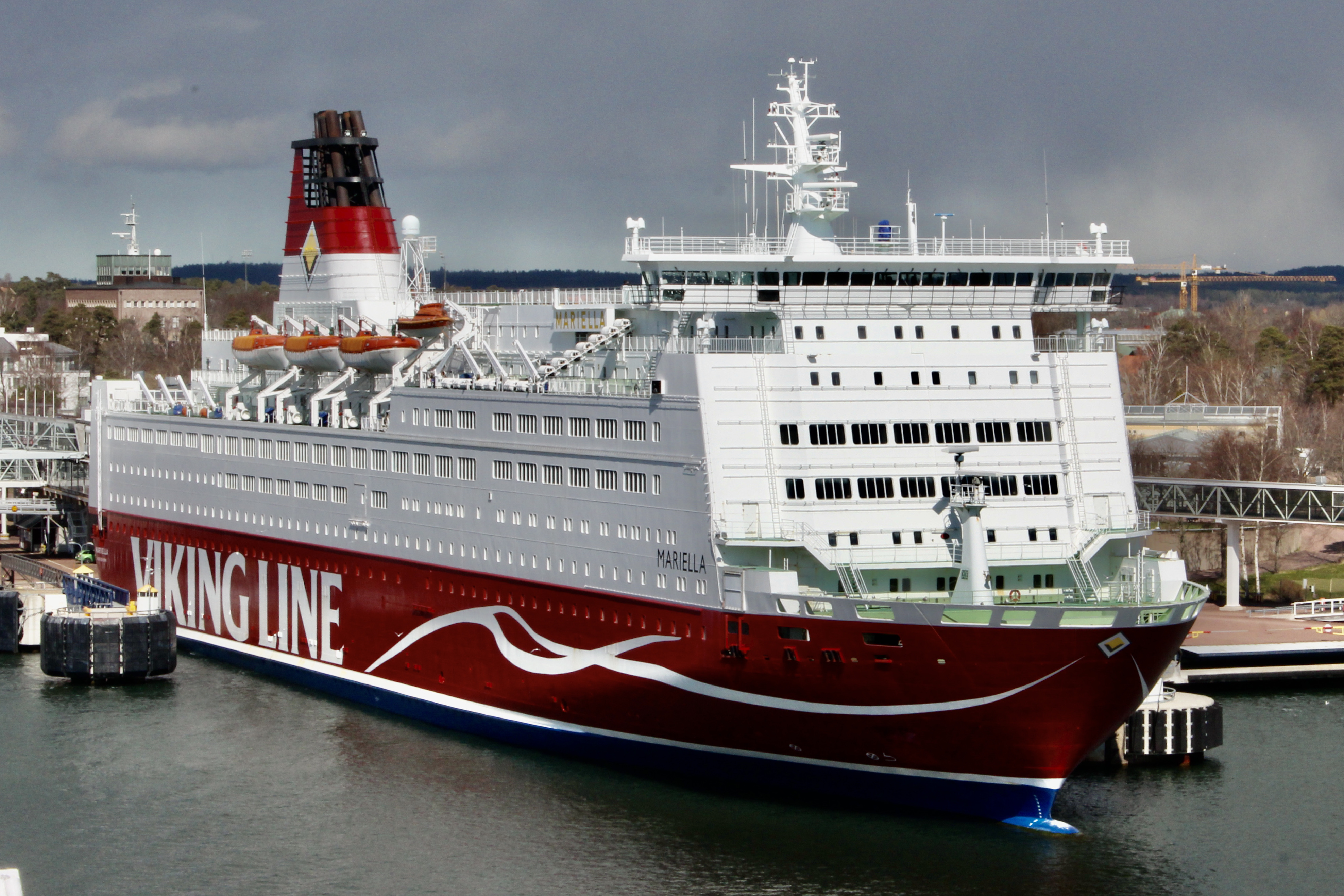
M/S Mariella, såld till Corsica Ferries 2021.
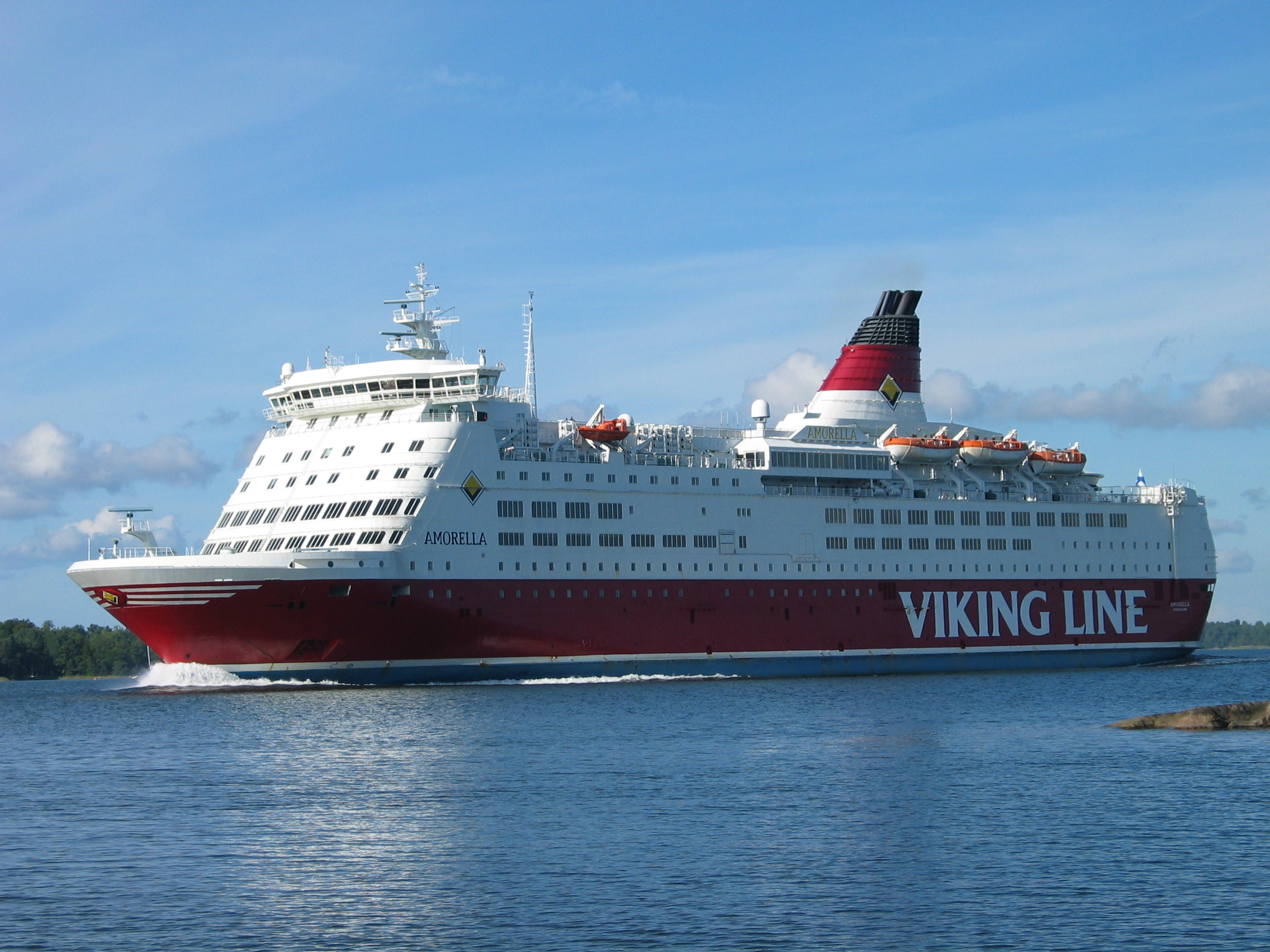
M/S Amorella, såld till Corsica Ferries 2022.
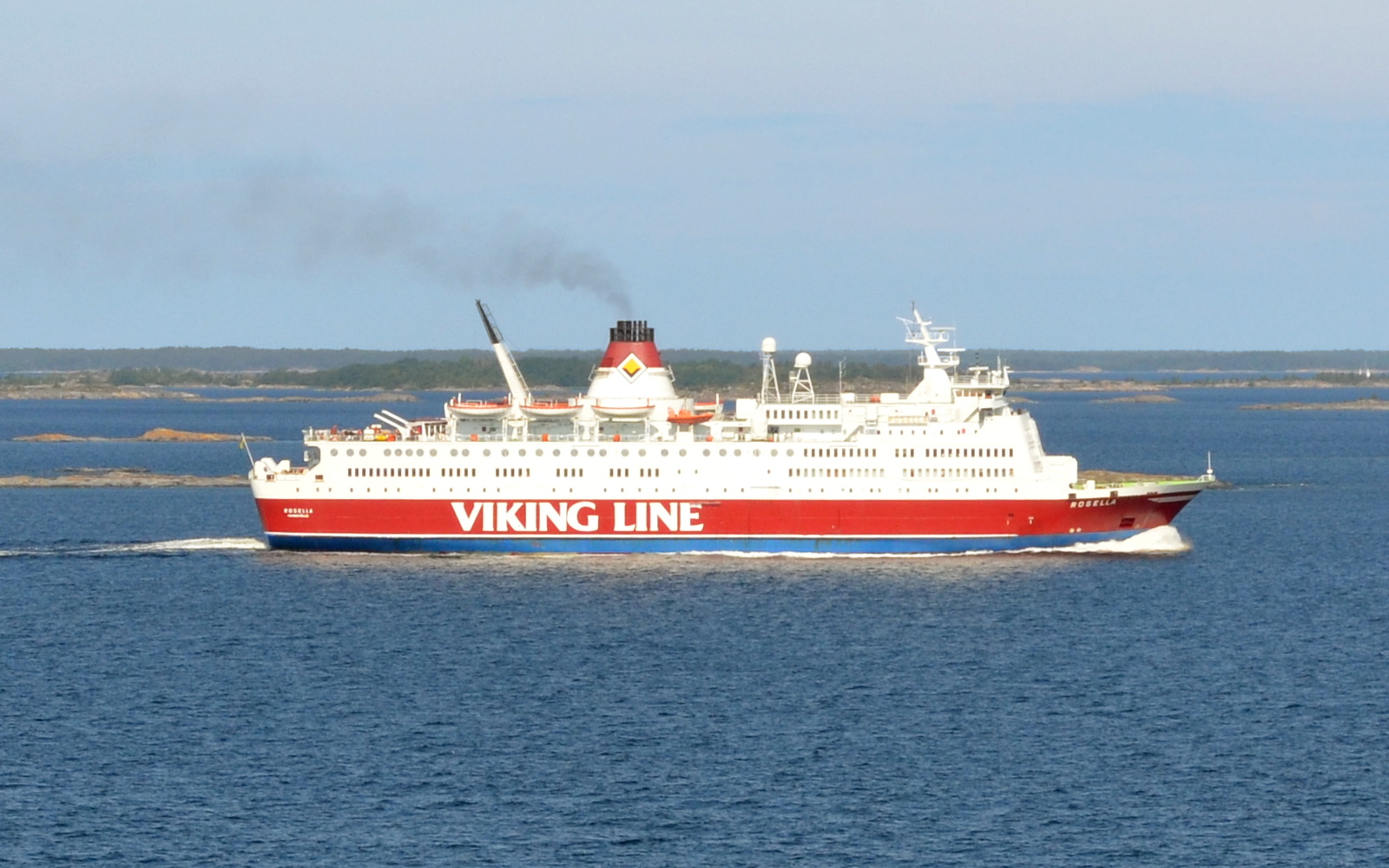
M/S Rosella, såld 2023.